# Leptostylopsis duvali
Leptostylopsis duvali är en skalbaggsart som först beskrevs av Fisher 1926.  Leptostylopsis duvali ingår i släktet Leptostylopsis och familjen långhorningar.
Artens utbredningsområde är Kuba. Inga underarter finns listade i Catalogue of Life.